# Westerwaldlied
"Westerwaldlied", también conocida como "Oh, Du schöner Westerwald" o "Westerwald" es una canción folclórica alemana y Marcha Militar Alemana. Su Letra fue escrita en noviembre de 1932 por Willi Münker y su música fue compuesta en 1935 por Joseph Neuhäuser.
Esta Canción hace referencia a la región de Westerwald de Alemania Occidental, Esta canción fue interpretada por las Fuerzas Armadas Alemanas durante muchas décadas. Actualmente aun forma parte del repertorio de canciones de la Bundeswehr, pero rara vez es cantada.

## Historia
La letra de la canción fue escrita por Willi Münker en noviembre de 1932 en un Campo de Servicio de Trabajo Voluntario en Emmerzhausen en la República de Weimar. Poco a poco fue consiguiendo popularidad entre los habitantes del Westerwald. tiempo después en 1934 el compositor alemán Joseph Neuhäuser que en ese entonces vivía en Limburgo recibió un encargo pidiendo que compusiera música a la canción Westerwaldlied, finalmente la canción fue musicalizada y compuesta en 1935.
A finales de la década de los años 1930 la canción comenzó a ser transmitida por Großdeutscher Rundfunk y otras estaciones de radio en Alemania por lo que consiguió mucha popularidad. también la canción sería interpretada por múltiples bandas militares y  sería publicada en múltiples discos de 78 RPM lo cual aumentaría aun más su popularidad.
Debido a la popularidad de esta canción fue cantada por múltiples soldados alemanes de la wehrmacht durante la Segunda Guerra Mundial.
Después del fin de la Segunda Guerra Mundial en 1945 la canción inicialmente era muy mal vista debido a su popularidad en la Alemania Nazi. pero pronto recobró popularidad como canción popular y nacional en Westerwald y las regiones vecinas, en 1955 después de la fundación de la Bundeswehr la canción comenzó a ser interpretada múltiples veces en desfiles militares y la canción fue recuperando popularidad nuevamente.

## En la actualidad
Durante muchas décadas se consideró una canción inofensiva y apolítica, lo suficiente como para ser interpretada por el ejército alemán contemporáneo, Sin embargo en los últimos años, la interpretación de "Westerwaldlied" se ha vuelto algo polémica y controvertida en Alemania. según algunos informes, la ministra de defensa Ursula von der Leyen eliminó la canción del nuevo cancionero del ejército alemán y la canción se dejó de interpretar en el año 2017, Debido a esto varios defensores de la canción sostienen que es una canción folclórica apolítica con una historia inofensiva.A pesar de dicha polémica la canción aun forma parte del repertorio de canciones de la Bundeswehr ya que volvió a ser cantada en el año 2019 por soldados del Regimiento de Paracaidistas 26 (Fallschirmjägerregiment 26) durante un desfile en Berlín.

## Versiones extranjeras
Existe una versión chilena de esta canción llamada "Himno de la Sección", Este Himno fue un arreglo y adaptación hecho por el músico militar chileno Jaime Paris T.T.E. 2° I.M, hay pocas grabaciones de este himno pero su primera aparición fue en 1975 en un Disco de Vinilo LP llamado "Los Que Nunca Volveran" el cual fue grabado por la Banda De Músicos De La Insignia De La Segunda Zona Naval y un Coro del Centro de Instrucción De Reclutas Del Cuerpo IM. Otra versión más moderna de este Himno es una versión grabada en el 2002 por el Cuerpo de Infantería de Marina de Chile, esta versión fue publicada en el 2002 en un CD de Himnos y Marchas Militares de la Armada de Chile.
También existe una versión de Corea del Sur de esta canción llamada "Our Nation Forever" la cual es utilizada por el ejército de Corea del Sur.
En Francia se interpreta una canción llamada "Être et durer : Viens chez les paras" interpretada por los paracaidistas del ejército francés.